# Ilyrarachna
Ilyrarachna är ett släkte av kräftdjur som beskrevs av Georg Ossian Sars 1869. Ilyrarachna ingår i familjen Ilyarachnidae.
Släktet innehåller bara arten Ilyrarachna longicornis. Ilyrarachna är enda släktet i familjen Ilyarachnidae.